# Пустошка (приток Лоненки)
Пустошка — река в России, протекает по Демянскому району Новгородской области. Устье реки находится в 2 км от устья Лоненки по левому берегу. Длина реки составляет 11 км.
По берегам реки стоят деревни Лычковского сельского поселения: Яблоня, Охта, Лонна.

## Данные водного реестра
По данным государственного водного реестра России относится к Балтийскому бассейновому округу, водохозяйственный участок реки — Ловать и Пола, речной подбассейн реки — Волхов. Относится к речному бассейну реки Нева (включая бассейны рек Онежского и Ладожского озера).
Код объекта в государственном водном реестре — 01040200312102000022424.